# Arènes Marcel-Guillarmet
Les arènes de Marsillargues sont les arènes de la commune de Marsillargues, dans le département français de l'Hérault. Elles peuvent accueillir plus de 800 personnes.

## Présentation
Elles ont la forme d'un quadrilatère aux angles arrondis et sont constituées d'un échafaudage de gradins en tubes métalliques et en planches. Situées sur la grand-place entre l'église, la mairie et le château du XVIe siècle, elles ont une infirmerie sommaire dans l'arrière-boutique d'un bistrot voisin qui sert de salle d'attente médicalisée pour les ambulances. Le toril est bâti dans l'alignement de la devanture du café. Frédéric Saumade les considère comme parfaitement adaptées au modèle tauromachique local.
Elles ont un « intérêt ethnologique pour la tradition culturelle de la bouvine en Bas-Languedoc » selon la fiche de la base Mérimée.
Elles sont inscrites sur la liste des monuments historiques protégés depuis le 22 février 1993. Frédéric Saumade a produit une étude sur l'importance de la préservation des monuments dits de la bouvine en Languedoc.
Elles accueillent, outre les courses camarguaises, d’autres types de spectacles.